# Онлайн-заседание
Онлайн-заседание (веб-конференция) - форма проведения судебного заседания с применением цифровых технологий, обеспечивающих участие в данном заседании участников процесса в дистанционном режиме (без присутствия в здании суда).

## История в России
Исторически дистанционный режим проведения судебных заседаний в России стал функционировать в режиме видеоконференц-связи (ВКС) (письмо Высшего Арбитражного Суда РФ от 8 июня 2012 г. № ВАС-С06/С06-1396 «Об организации видеоконференц-связи в целях участия заявителя в судебном заседании»).
Следует различать, судебные заседания в режиме ВКС и онлайн-заседания:
- заседания с использованием ВКС обеспечиваются специалистами отдела программно-технического обеспечения соответствующих судов (при обязательном условии посещения участниками спора здания суда);
- онлайн заседания протекают, в частности, через информационную систему «Мой Арбитр», авторизацией ЕСИА, позволяющей участвовать в заседании, не посещая здание арбитражного суда (из офиса, дома и т.д.).

Постановлением Президиума Верховного Суда РФ, Президиума Совета судей РФ от 8 апреля 2020 г. в целях предотвращения распространения COVID-2019 по ряду категорий дел (безотлагательного характера) рекомендовано судам при наличии технической возможности с учетом мнений участников судопроизводства проводить судебные заседания по делам (материалам), с использованием системы видеоконференц-связи и (или) системы веб-конференции с учетом опыта Верховного Суда Российской Федерации.
В 2021 году российское процессуальное законодательство дополнено положениями, определяющими режим проведения онлайн-заседаний (статья 153.2 		АПК РФ, статья 155.2 ГПК РФ и статья 142.1 КАС РФ).
В России впервые онлайн-заседание провел Арбитражный суд Ямала-Ненецкого автономного округа 28 апреля 2020 года.
В настоящее время система онлайн-заседаний действует более чем в 100 арбитражных судах (из 118 арбитражных судов), включая Верховный Суд РФ, все окружные арбитражные суды и ряд судов первой и апелляционной инстанций. С мая 2020 года по май 2022-го в России прошло 636 250 онлайн-заседаний. По состоянию на май 2022 года, 7,7% всех заседаний проходили в формате онлайн.
В деятельности Верховного Суда РФ давно практикуются онлайн-заседания Пленума ВС РФ.
Проведение онлайн-заседаний в арбитражных судах обеспечивается порталом Мой Арбитр» через вкладку «Онлайн-заседания».

## Процедура онлайн-заседания
Для участия в веб-конференции предусмотрена следующая последовательность:
- заявление ходатайства об участии в онлайн-заседании (примечание: в административном деле суд может привлечь лицо к участию в деле через веб-конференцию по своей инициативе);
- при наличии в суде технической возможности об участии лица в заседании через веб-конференцию суд выносит определение, в котором указывает время проведения заседания;
- участникам процесса заблаговременно направляется информация, необходимая для участия в заседании;
- участники веб-конференции могут подавать заявления, ходатайства и иные документы в электронном виде.

Основания для отказа в веб-конференции:
- отсутствует техническая возможность для участия в судебном заседании с использованием системы веб-конференции;
- разбирательство дела осуществляется в закрытом судебном заседании.

## Онлайн-заседание по странам

### Китай
С 2017 года в Китае развивается судебный механизм «онлайн-судебного разбирательства онлайн-дел». Данная платформа Интернет-суда внедрена в Ханчжоу, Пекине и Гуанчжоу. Внедрение «умных судов» обеспечило верховенство закона в управлении киберпространством, сокращению операционных затрат. Задействована технология блокчейн в оценке подлинности доказательств в судебных процессах. В 2018 году Интернет-судом Ханчжоу запущена также первая судебная блокчейн-платформа.
Положением Верховного народного суда КНР «О некоторых вопросах рассмотрения  дел интернет-судами» (2018г.)  определено, если интернет-суд организует онлайн-обмен доказательствами, стороны должны загружать и импортировать онлайн-электронные данные в судебную платформу или сканировать, воспроизводить или расшифровывать офлайн-доказательства для электронной обработки и загружать их на судебную платформу для доказательства, электронные данные, которые были импортированы в судебную платформу для подтверждения своих требований (ст.9). В силу ст. 11 данного Положения, если сторона возражает против подлинности электронных данных, Интернет-суд должен проверить подлинность процесса создания, сбора, хранения и передачи электронных данных на основе перекрестного допроса и сосредоточиться на соответствующей проверке. Интернет-суды проводят судебные заседания в форме онлайн-видео (ст.12).

### Южная Корея
Электронные залы судебных заседаний обеспечивают деятельность «электронных судов» Кореи.
Особенность электронных залов судебных заседаний:
1. предоставляют судьям такую же компьютерную сетевую среду, что и судебные палаты (традиционные залы заседаний в очном формате); доступ к Интернету и всем судебным программам и системам для судебных разбирательств можно получить через компьютеры на скамье подсудимых, а также в кабинетах судей;
2. оснащены электронными технологиями и устройствами, в том числе компьютерами, цифровыми видео-ведущими и DVD-плеерами; участники процесса могут использовать эти устройства во время судебного разбирательства, что обеспечивает эффективную состязательность;
3. прозрачность и доступность судебных процессов; судьи и участники процесса могут просматривать стенографические записи, напечатанные судебным докладчиком, в режиме реального времени через экраны своих компьютеров. Залы оснащены электронными устройствами, которые частично или полностью записывают судебное разбирательство с разрешения судьи[10].